# 切爾格烏鄉

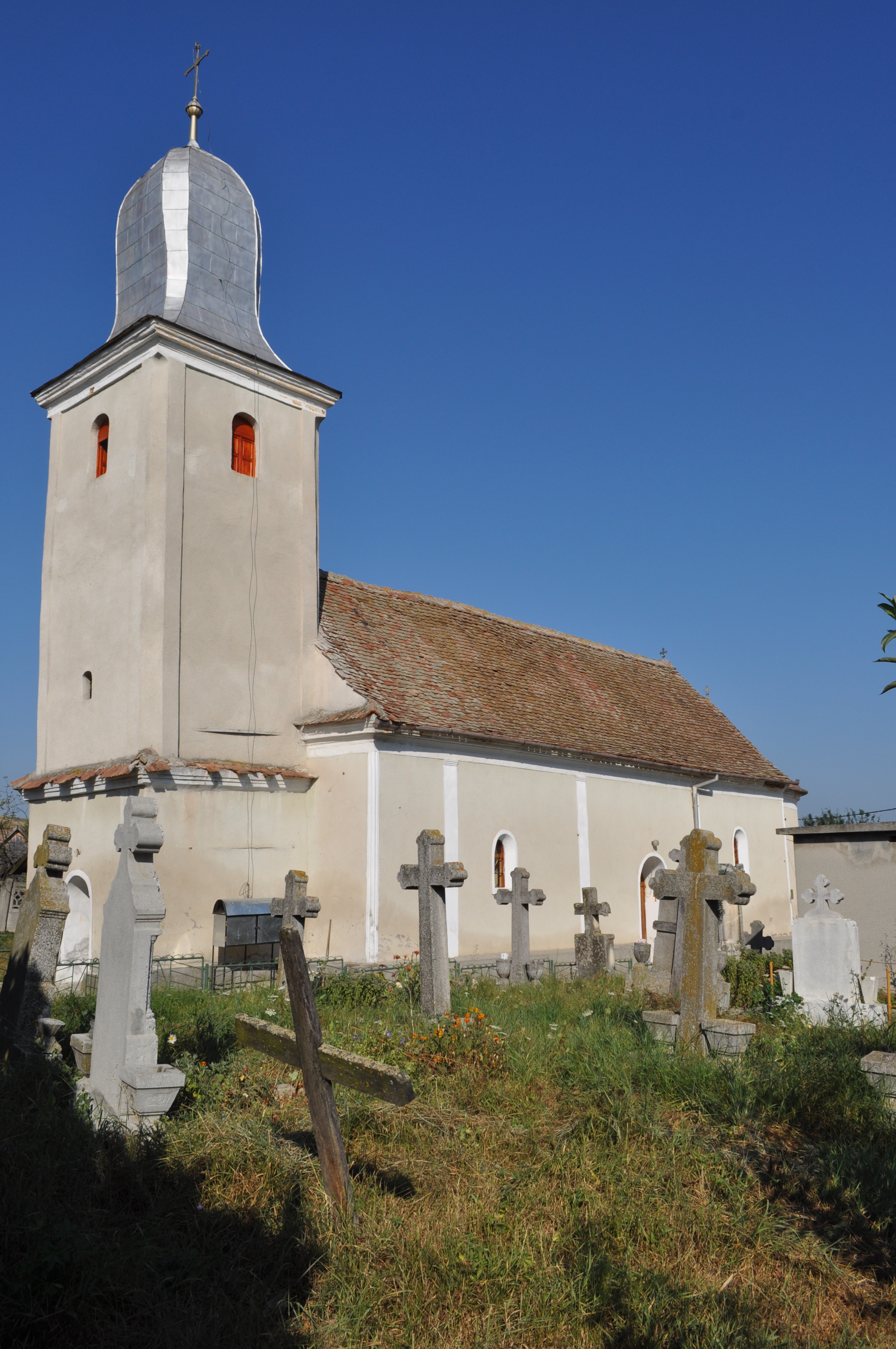

46°6′N 23°55′E / 46.100°N 23.917°E
切爾格烏鄉（羅馬尼亞語：Comuna Cergău, Alba），是羅馬尼亞的鄉份，位於該國中部，由阿爾巴縣負責管轄，面積48平方公里，海拔高度340米，2011年人口1,490，人口密度每平方公里36人。